# Culicoides arakawai
Culicoides arakawai är en tvåvingeart som först beskrevs av Arakawa 1910.  Culicoides arakawai ingår i släktet Culicoides och familjen svidknott. Inga underarter finns listade i Catalogue of Life.